# Сан Джорджо Канавезе
Сан Джо̀рджо Канавѐзе (на италиански: San Giorgio Canavese; на пиемонтски: San Giors Canaveis, Сан Джорс Канавейз) е малък град и община в Метрополен град Торино, регион Пиемонт, Северна Италия. Разположен е на 300 m надморска височина. Към 1 януари 2020 г. населението на общината е 2565 души, от които 226 са чужди граждани.